# William Ramsden

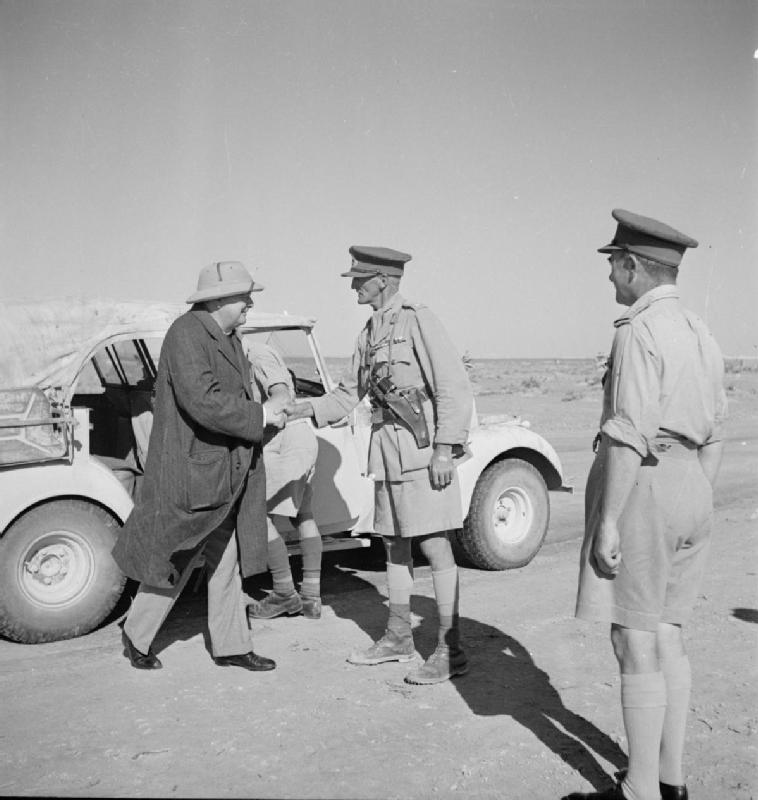
Ramsden (Mitte) bei der Begrüßung von Premierminister Winston Churchill in El-Alamein (7. August 1942)

William Havelock Chaplin Ramsden, CB, CBE, DSO, MC (* 3. Oktober 1888 in Chester, Cheshire; † 16. Dezember 1969 in Aldershot, Hampshire) war ein britischer Offizier der British Army, der unter anderem als Generalmajor 1942 Kommandierender General des XXX Corps sowie zwischen 1942 und 1943 Kommandeur der 3rd Infantry Division war.

## Leben
William Havelock Chaplin Ramsden war der einzige Sohn des Geistlichen Reverend Henry Plumptre Ramsden (1848–1901) und dessen Ehefrau Ethel Frances Alice Havelock (1858–1950). Nach dem Besuch des Bath College absolvierte er eine Offiziersausbildung am Royal Military College Sandhurst und wurde nach deren Abschluss 1910 als Leutnant (Second Lieutenant) in das West India Regiment übernommen. Er nahm mit dem Regiment bei Einsätzen in den Cameroons und in Nigeria am Ersten Weltkrieg teil und wechselte später zum Linieninfanterieregiment East Yorkshire Regiment. Für seine Verdienste wurde er 1918 mit dem Military Cross (MC) ausgezeichnet. Nach Kriegsende fand er in der Zwischenkriegszeit zahlreiche Verwendungen als Offizier und wechselte später zum Linieninfanterieregiment Royal Hampshire Regiment. Er erhielt am 1. Januar 1933 den Brevet-Rang eines Oberstleutnant (Brevet Lieutenant-Colonel) und wurde am 16. Februar 1936 zum Oberstleutnant (Lieutenant-Colonel) befördert, woraufhin er zwischen dem 16. Februar 1936 und dem 5. Juli 1939 Kommandeur des 1. Bataillons des Royal Hampshire Regiment, das in dieser Zeit zur Niederschlagung des Arabischen Aufstandes in Palästina (19. April 1936 bis 26. August 1939) sowie in der Grenzregion North West Frontier in Britisch-Indien eingesetzt wurde.
Ramsden wurde am 6. Juli 1939 zum Oberst (Colonel) befördert, wobei diese Beförderung auf den 1. Januar 1936 zurückdatiert wurde, und erhielt zugleich den zeitlich befristeten Rang eines Brigadiers (Temporary Brigadier). Daraufhin war er zwischen dem 6. Juli und dem 28. Oktober 1939 Kommandeur der Region West Lancashire sowie nach Beginn des Zweiten Weltkrieges vom 29. Oktober 1939 bis zum 1. Dezember 1940 Kommandeur der im Westfeldzug eingesetzten 25th Infantry Brigade, die Teil der dortigen British Expeditionary Force (BEF) war. Für seine Verdienste wurde er 1939 mit dem Distinguished Service Order (DSO) ausgezeichnet. Er war im Anschluss vom 29. November bis zum 8. Dezember 1940 kommissarischer Kommandeur der 47th Infantry (Reserve) Division sowie zwischen dem 10. und dem 12. Dezember 1940 Kommandeur der 25th Infantry Brigade. Nachdem er am 12. Dezember 1940 zum kommissarischen Generalmajor (Acting Major-General) ernannt worden war, übernahm er am 13. Dezember 1940 von Generalmajor Giffard Le Quesne Martel den Posten als Kommandeur der in Britisch-Zypern und Nordafrika eingesetzten 50th (Northumbrian) Division und verblieb auf diesem Kommando bis zum 7. Juli 1942, woraufhin Brigadier John Nichols seine Nachfolge antrat. Für seine Verdienste wurde er 1940 zum Commander des Order of the British Empire (CBE) ernannt.
William Ramsden erhielt am 8. Juli 1942 den kommissarischen Rang eines Generalleutnants (Acting Lieutenant-General) und war im Anschluss als Nachfolger von Generalleutnant Willoughby Norrie vom 8. Juli bis zu seiner Ablösung durch Generalleutnant Oliver Leese am 10. September 1942 Kommandierender General des ebenfalls in Nordafrika operierenden XXX Corps. Er wurde am 6. Oktober 1942 zum Generalmajor (Major-General) befördert und übernahm am 15. Dezember 1942 von Generalmajor Eric Hayes die Funktion als Kommandeur der 3rd Infantry Division. Dieses Kommando behielt er bis zum 12. Dezember 1943, woraufhin Generalmajor Tom Rennie ihn ablöste. Aufgrund seiner Verdienste wurde er 1943 auch zum Companion des Order of the Bath (CB) ernannt.
Zuletzt wurde Generalmajor Ramsden, der während des Zweiten Weltkrieges drei Mal im Kriegstagebuch erwähnt wurde (Mentioned in dispatches), am 25. Januar 1944 Nachfolger von Generalleutnant Balfour Hutchison als Kommandeur der Verteidigungsstreitkräfte im Sudan (Sudan Defence Force) und hatte diese Funktion bis zu seiner Ablösung durch Generalmajor William Donovan Stamer am 14. Mai 1945 inne. Zugleich fungierte er zwischen dem 25. Januar 1944 und dem 14. Mai 1945 auch als Kommandeur der britischen Truppen im Sudan und in Eritrea (British Troops in Sudan & Eritrea) und trat am 25. September 1945 in den Ruhestand.
William Havelock Chaplin Ramsden war zwei Mal verheiratet. Aus seiner am 22. Januar 1918 geschlossenen und 1946 geschiedenen ersten Ehe mit Christine Adelaide Baldwin ging der Sohn John Yescombe Ramsden (1919–1954) hervor, der während des Zweiten Weltkrieges als Major in der Royal Artillery diente. Seine zweite am 21. September 1946 geschlossene Ehe mit Eugenia Isabella Amy Whale-Ure blieb kinderlos.

## Hintergrundliteratur
- Corelli Barnett: The Desert Generals, Cassell, 1999, ISBN 0-304-35280-2
- Alan Converse: Armies of Empire. The 9th Australian and 50th British Divisions in Battle 1939–1945, Cambridge University Press, 2011, ISBN 978-0521194808